# آرتور مانسبارت
آرتور مانسبارت (آلمانی: Arthur Mannsbarth؛ زادهٔ ۲۸ آوریل ۱۹۳۰) دوچرخه‌سوار جاده، و پیست اهل اتریش است.
وی در مسابقات دوچرخه‌سواری بازی‌های المپیک تابستانی ۱۹۵۲ و اسکیت سرعت بازی‌های المپیک زمستانی ۱۹۵۲ و ۱۹۵۶ شرکت کرده است.